# Die gefundene Braut
Die gefundene Braut è un film muto del 1925 diretto da Rochus Gliese.

## Produzione
Il film fu prodotto da Erich Pommer per l'Universum Film (UFA).

## Distribuzione
Distribuito dalla Universum Film (UFA), uscì nelle sale cinematografiche tedesche dopo una prima tenuta a Berlino il 28 aprile 1925. In Finlandia, venne distribuito il 7 settembre dello stesso anno.
Il film viene citato nel documentario del 2008 Die Sprache der Schatten: Murnau - Die frühen Werke diretto da Luciano Berriatúa e prodotto dalla Friedrich-Wilhelm-Murnau-Stiftung per la Televisión Española (TVE).